# Polsat Hit Festiwal 2025
Polsat Hit Festiwal 2025 – dziesiąta edycja polskiego festiwalu muzycznego Polsat Hit Festiwal. Odbyła się od 23 do 25 maja 2025 w Operze Leśnej w Sopocie i była transmitowana na żywo przez Polsat.
21 marca 2025 Polsat zapowiedział daty festiwalu i podał jego program. Dyrektorem artystycznym festiwalu została Katarzyna Wajda, zastępując w tej roli dotychczasową dyrektor Ninę Terentiew. 9 maja 2025 zostali podani prowadzący.

## Dzień 1 (23 maja 2025)
Dzień pierwszy poprowadzili Krzysztof Ibisz, Maciej Rock, Adam Zdrójkowski i Ola Filipek.

### 20-lecie zespołu Feel

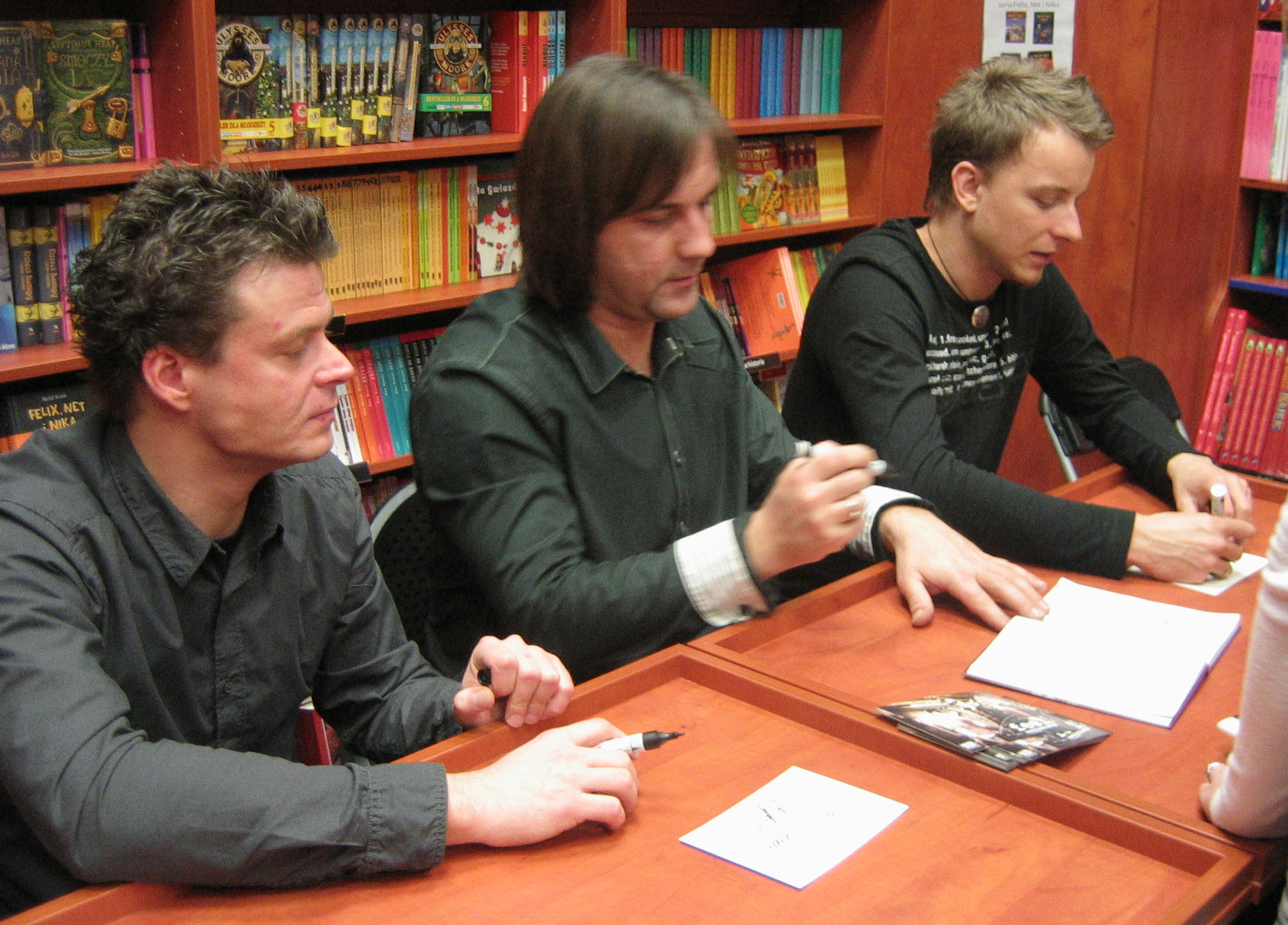
Feel

Dzień pierwszy rozpoczął koncert zespołu Feel z okazji 20-lecia działalności. Grupa otrzymała od Piotra Witwickiego nagrodę specjalną portalu Interia.
Wykonane utwory:
- „No pokaż na co cię stać” (z Zespółem Pieśni i Tańca „Śląsk”)
- „A gdy jest już ciemno”
- „W blasku słońca” (z Damianem Skoczykiem)
- „Jak anioła głos”
- „Gotowi na wszystko” (z Lanberry)
- „Pokonaj siebie”

### Radiowy Przebój Roku
Jako drugi odbył się koncert Radiowy Przebój Roku z radiowymi przebojami minionego roku. Nina Terentiew otrzymała od prezydent Sopotu Magdaleny Czarzyńskiej-Jachim specjalny medal za wieloletnie organizowanie festiwalu.
Występy podczas koncertu:

- Cleo – „Łowcy gwiazd”, „Dom”, „Za krokiem krok”
- Doda i Smolasty – „Nie żałuję”, „Nim zajdzie słońce”
- Lanberry i Tribbs – „Dzięki, że jesteś”
- Oskar Cyms – „Cały czas”
- Oskar Cyms i Carla Fernandes – „Do gwiazd”
- Wiktor Dyduła – „Tam słońce, gdzie my”
- Wiktor Dyduła i Katarzyna Sienkiewicz – „Nie mówię tak, nie mówię nie”
- Kaeyra – „Sour”
- Bryska – „Obca”
- Dawid Kwiatkowski – „Proste”
- Alien x Majtis – „VIP”
- Lanberry – „Co ja robię tu”
- Jonatan – „Róż”
- Vixen – „Ne Rozumiju”
- Smolasty – „Uzależniony”, „Papito”, „Pijemy za lepszy czas”, „Fake Love”, „Duże oczy”, „Herbata z imbirem”
- Kaśka Sochacka – „Szum”
- Justyna Steczkowska – „Gaja”

### Kayah – 30 lat płytyKamień

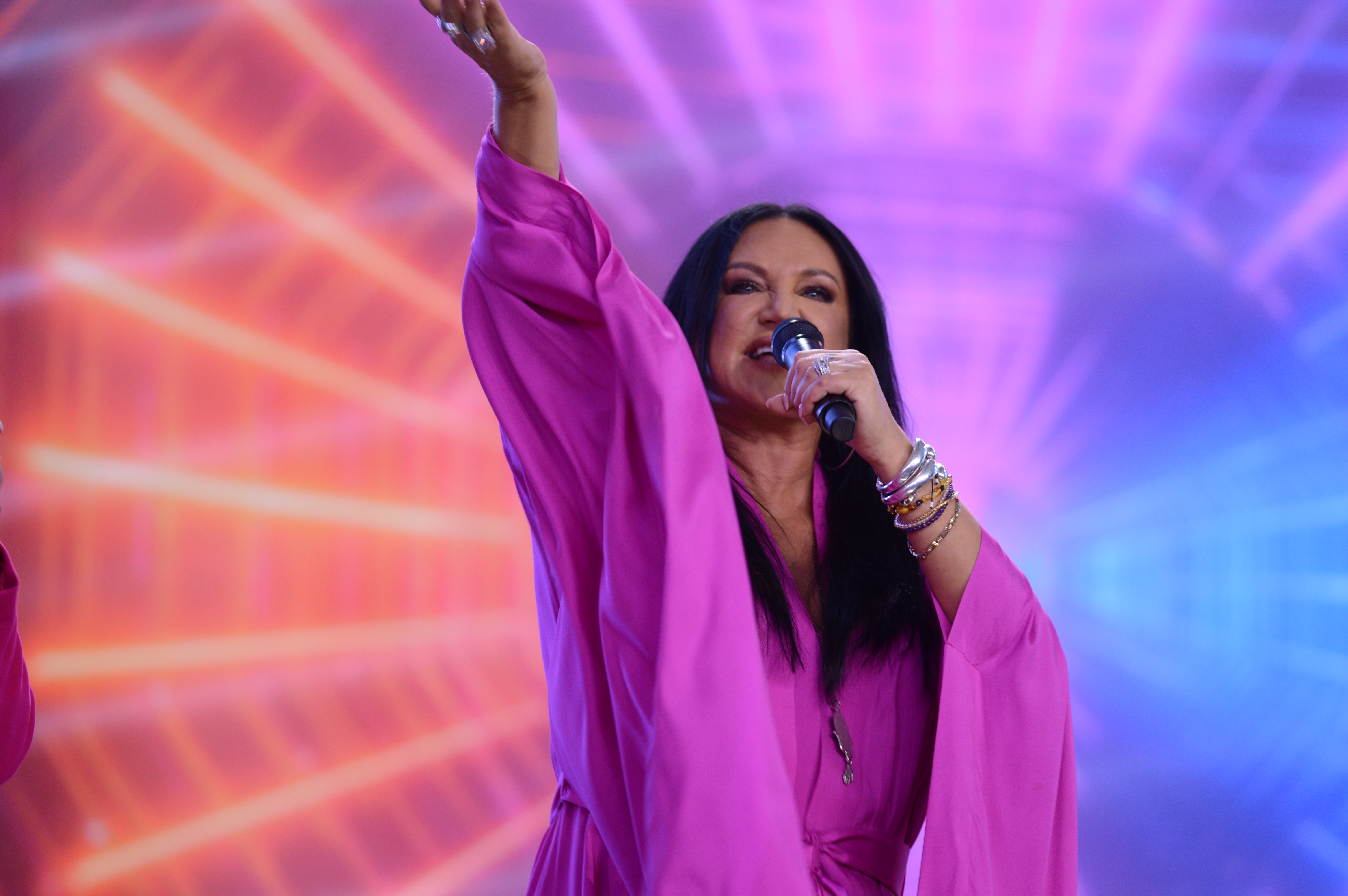
Kayah

Jako trzeci odbył się koncert Kayah z okazji 30-lecia jej albumu Kamień. Artystka otrzymała od prezydent Sopotu Magdaleny Czarzyńskiej-Jachim specjalną nagrodę Supermenki.
Wykonane utwory:
- „Za późno”
- „Na językach”
- „Testosteron”
- „Prócz ciebie, nic” (z Krzysztofem Kiljańskim)
- „Proszę tańcz” (z Dawidem Kwiatkowskim)
- „Supermenka”
- „Ramię w ramię”
- „Po co”

### Kayah & Goran Bregović

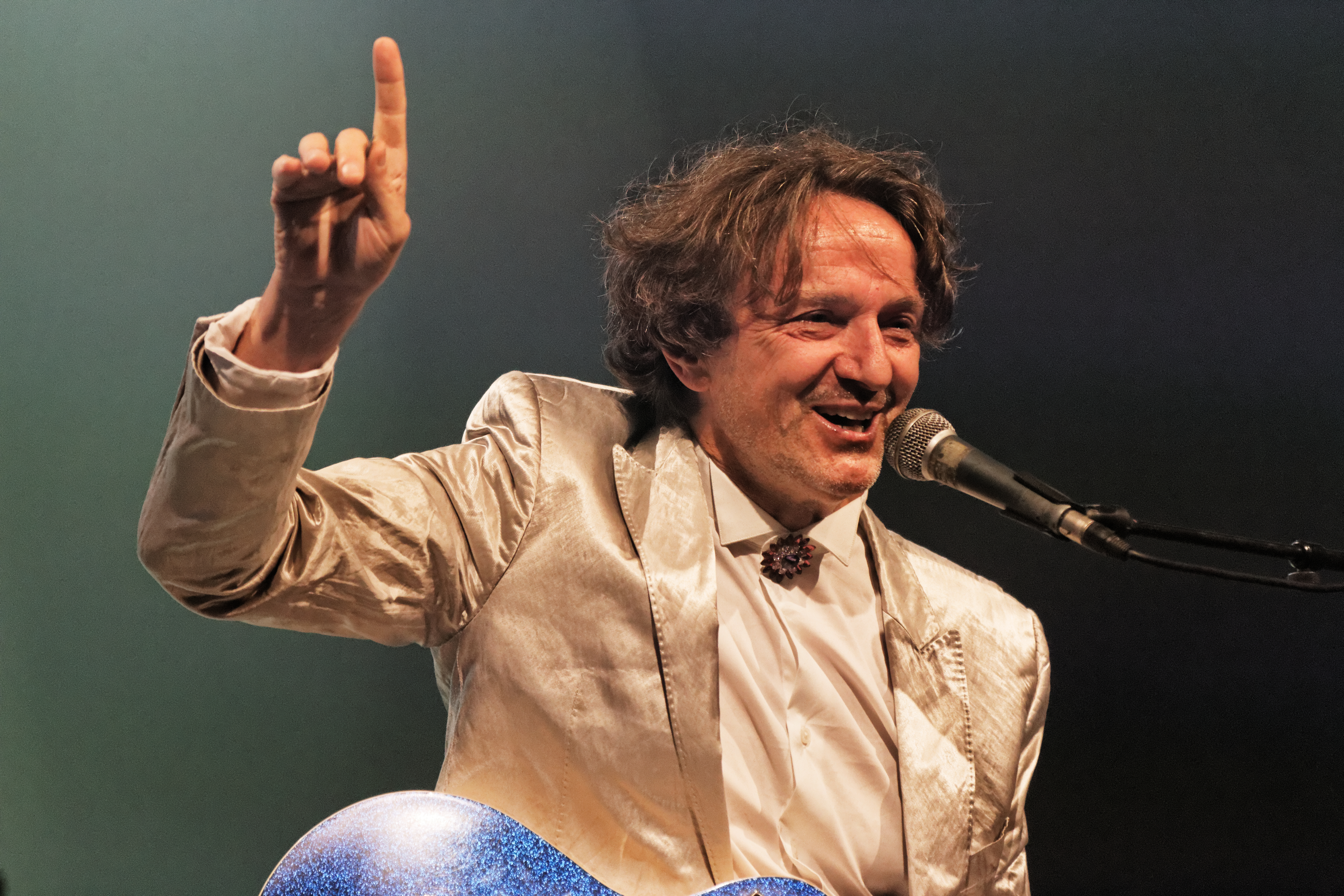
Goran Bregović

Dzień pierwszy zakończył wspólny koncert Kayah i Gorana Bregovicia.
Wykonane utwory:
- „Gas, Gas” (tylko Bregović)
- „Bella ciao” (tylko Bregović)
- „Śpij kochanie, śpij”
- „Nie ma, nie ma Ciebie”
- „Byłam różą”
- „Prawy do lewego”

## Dzień 2 (24 maja 2025)
Dzień drugi poprowadzili Agnieszka Hyży, Paulina Sykut-Jeżyna i Krzysztof Ibisz.

### Alicja Majewska i Włodzimierz Korcz – 50 lat razem na scenie

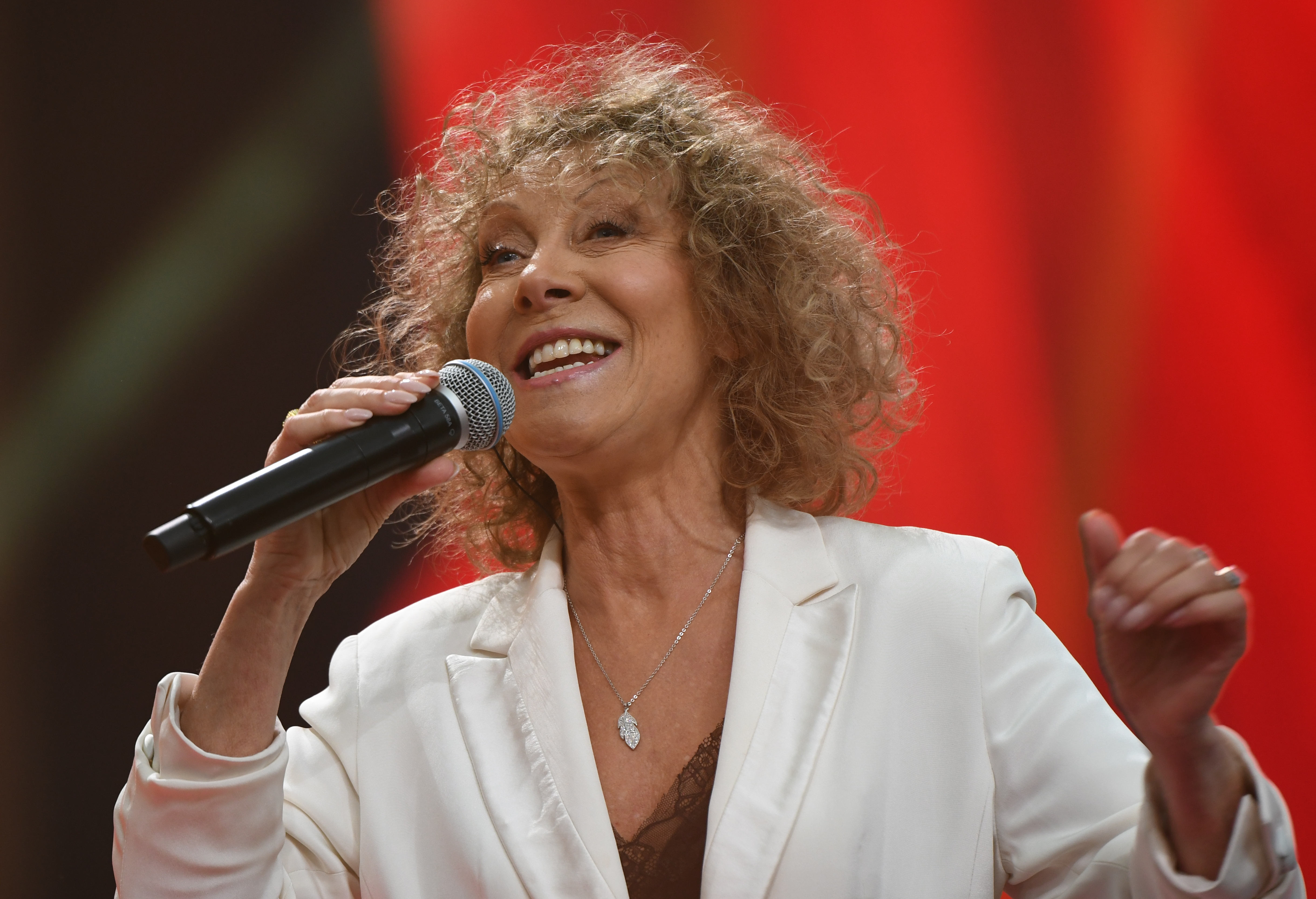
Alicja Majewska

Dzień drugi rozpoczął koncert Alicji Majewskiej i Włodzimierza Korcza z okazji 50-lecia wspólnej działalności artystycznej.
Wykonane utwory:
- „Być kobietą” (z Gracjaną Górką)
- „Odkryjemy miłość nieznaną”
- „Jeszcze się tam żagiel bieli”
- „Dopóki śpiewam”

### Gdzie się podziały tamte prywatki?
Jako drugi odbędzie się koncert Gdzie się podziały tamte prywatki? ze starszymi przebojami. Artystom towarzyszyła orkiestra pod dyrekcją Jana Stokłosy.
Występy podczas koncertu:

- Wojciech Gąssowski – „Gdzie się podziały tamte prywatki”
- Hurt – „Załoga G”
- Roxie Węgiel – „Tyle słońca w całym mieście”, „Wielka dama tańczy sama”
- Kombii – „Słodkiego miłego życia”
- Ira – „Ona jest ze snu”
- Tadeusz Drozda – „Parostatek”, „Czarny Alibaba”
- Sidney Polak – „Otwieram wino”
- Urszula – „Konik na biegunach”
- Gabriel Fleszar – „Kroplą deszczu”
- Mr. Zoob – „Mój jest ten kawałek podłogi(inne języki)”
- Roxie Węgiel – „O mnie się nie martw”
- Doda – „Pieniądze”, „2 bajki”, „Dżaga”, „Nie daj się”
- Mesajah – „Każdego dnia”
- Edyta Górniak – „Jestem kobietą”
- Edyta Górniak i Mietek Szcześniak – „Dumka na dwa serca”
- Jeden Osiem L – „Jak zapomnieć”
- Kuba i Kuba – „Mój przyjacielu”, „Cykady na Cykladach”
- Marcin Rozynek – „Siłacz”
- Maryla Rodowicz i Ralph Kaminski – „Ludzkie gadanie”, „Nie ma jak pompa”, „Dziewczyna ze snu”, „Kolorowe jarmarki”
- Doda, Kuba Badach, Mietek Szcześniak, Grzegorz Skawiński, Ralph Kaminski i Gabriel Fleszar – „Biała armia”

### Krajewski by Krajewski
Dzień drugi zakończył koncert Krajewski by Krajewski z utworami skomponowanymi przez Seweryna Krajewskiego, zaaranżowanymi przez jego syna Sebastiana Krajewskiego.
Występy podczas koncertu:
- Andrzej Lampert i Kuba Badach – „Nie jesteś sama”
- Mela Koteluk – „Niebo z moich stron”
- Kuba Badach i Marek Napiórkowski – „Uciekaj moje serce”
- Maryla Rodowicz – „Remedium”, „Niech żyje bal”
- Andrzej Lampert – „Wielka miłość”
- Mela Koteluk – „Płoną góry, płoną lasy”
- wszyscy artyści – „Nie spoczniemy”

## Dzień 3 (25 maja 2025): Sopocki Hit Kabaretowy
W dzień trzeci, zatytułowany Sopocki Hit Kabaretowy, odbyły się występy kabaretowe. Poprowadzili go Piotr Gumulec, Robert Korólczyk i Marcin Wójcik.
Występy
- Kabaret Ani Mru Mru
- Kabaret Czesuaf
- Kabaret K2
- Kabaret Młodych Panów
- Kabaret Moralnego Niepokoju
- Kabaret Neo-Nówka
- Jerzy Kryszak